# Final Fantasy VII Rebirth
Final Fantasy VII Rebirth (яп. ファイナルファンタジーVII リバース файнару фантадзи сэбун рибасу) — компьютерная игра в жанре ролевого экшена, разработанная и выпущенная японской компанией Square Enix в 2024 году. Это вторая часть запланированной трилогии ремейка культовой JRPG Final Fantasy VII (1997) для PlayStation, а также прямое продолжение Final Fantasy VII Remake (2020), которое входит в медиафраншизу «Компиляция Final Fantasy VII». Игровой процесс представляет собой сочетание экшена в реальном времени и пошаговой стратегии. По сравнению с предыдущей частью, увеличилось количество дополнительного контента, а также появился открытый мир с высокой степенью свободы исследования. События Rebirth разворачиваются сразу после окончания Remake, в вымышленном постиндустриальном научно-фантастическом мире под названием Планета. Влиятельная мегакорпорация «Син-Ра» истощает жизненную силу Планеты, известную как «Поток Жизни», превращая её в источник энергии «Мако». Главный герой игры — наёмник Клауд Страйф — объединяется с членами экотеррористической организации «ЛАВИНА» в противостоянии с «Син-Ра», чтобы остановить добычу Мако и спасти Планету от гибели. Их конфронтацию осложняет бывший член элитного военизированного подразделения «Син-Ра» «СОЛДАТ» по имени Сефирот, стремящийся уничтожить всю жизнь на Планете и фактически стать её богом. Чтобы не допустить этого, группа Клауда, к которой со временем присоединяются другие противники режима «Син-Ра» и враги Сефирота, отправляется на поиски могущественного артефакта «Чёрная Материя», завершающиеся в заброшенном городе Забытая Столица.
Разработка Rebirth началась в 2019 году, до выхода Remake, а её анонс состоялся в июне 2022 года во время прямой трансляции мероприятия, посвящённого 25-й годовщине Final Fantasy VII. Создатели задумывали её как самодостаточную игру, для прохождения которой не требуется ознакомления с Remake. Разработка проекта велась параллельно с шестнадцатой основной игрой серии Final Fantasy в течение трёх лет и была осложнена пандемией COVID-19. В создании игры приняли участие разработчики Remake, в том числе руководители разработки Мотому Торияма и Наоки Хамагути, креативный директор Тэцуя Номура и продюсер Ёсинори Китасэ. Сценаристом вновь выступил Кадзусигэ Нодзима, перед которым стояла задача не только воспроизвести историю Final Fantasy VII, но и расширить повествование с помощью новых подсюжетов и придать бо́льшую глубину персонажам и отношениям между ними. В озвучивании оригинальной версии приняли участие сэйю, большинство из которых подарило свои голоса персонажам ещё в 2005 году, в анимационном фильме «Последняя фантазия VII: Дети пришествия». Музыку к игре написали композиторы Масаси Хамаудзу и Мицуто Судзуки; помимо новых композиций в игре также звучали мелодии из оригинальной Final Fantasy VII авторства Нобуо Уэмацу. Из-за большого объёма внутриигрового контента, разработанного с учётом технических особенностей PlayStation 5, создатели поместили игру на два Blu-ray-диска. Square Enix и Sony Interactive Entertainment провели масштабную маркетинговую кампанию со множеством коллабораций.
Игра получила всеобщее признание критиков. Журналисты хвалили её за захватывающие сражения, проработанный открытый мир, эмоциональную музыку и «химию» между персонажами. Она была удостоена нескольких премий, в том числе Golden Joystick Awards и The Game Awards. Несмотря на положительный приём, Rebirth не смогла повторить финансовый успех как Remake, так и Final Fantasy XVI. После её выхода продолжается разработка заключительной части трилогии ремейка Final Fantasy VII.

## Игровой процесс

### Общие сведения и навигация
Final Fantasy VII Rebirth — это ролевой экшен, позаимствовавший большинство механик Remake. Главным героем вновь является наёмник Клауд Страйф, исследующий Планету в сопровождении своих товарищей по игровой партии. Нередко члены партии попадают под контроль игрока вне сражений: например, он управляет Рэдом XIII, когда возникает необходимость пробежать по стенам. В игре появилась система отношений между членами партии под названием «узы дружбы», с помощью которой игрок может оценить динамику отношений между главным героем и другими персонажами. Уровни связи в Rebirth определяются по цветам, всего их четыре: фиолетовый — небольшая привязанность, зелёный — нормальная, тёмно-синий — высокая, светло-синий — очень высокая. Чтобы повысить уровень связи, игрок должен поговорить с членами партии после завершения определённых сюжетных глав, проводить совместные атаки в сражениях или выполнять побочные задания «Мастер на все руки», посвящённые тому или иному сопартийцу. Впоследствии персонаж, с которым у Клауда сформировались наиболее крепкие узы, приглашает его на свидание.
На HUD отображаются сюжетные и побочные задания, а также расстояние до них. В отличие от Remake, в Rebirth игрок обладает большей свободой исследования и самостоятельно прокладывает путь к цели. Теперь персонаж в состоянии забираться на небольшие выступы. Игрок может использовать в качестве более быстрого средства передвижения ездовых птиц Чокобо, к которым нужно незаметно подкрасться, а затем оседлать в мини-игре; если же цель или её сородичи заметят игрока, Чокобо убежит и игра начнётся сначала. После успешного захвата игрок может использовать птицу во время исследования открытого мира: например, обнаруживать ценные предметы в различных регионах с помощью её развитого обоняния. Каждая пойманная птица обладает своим именем, окрасом и способностью. Заводчики Чокобо продают для них дополнительное снаряжение, которое увеличивает физические характеристики птиц, такие как скорость и выносливость. Также в открытом мире встречаются детёныши Чокобо, показывающие игроку дорогу к заброшенным остановкам; если игрок поднимет упавший неподалёку знак, то остановка превратится в точку быстрого перемещения, а протагонист получит золотые перья, которые можно обменять у заводчиков на полезные предметы. Помимо остановок Чокобо, существуют и другие точки перемещения — именные локации, которые посетила партия. В части из них расположены остановки для отдыха, позволяющие восстановить очки здоровья и магии, а также автоматы для приобретения предметов за местную валюту — Гили — и способностей за очки опыта SP.

### Открытый мир
В отличие от Remake, события которой разворачиваются в пределах мегаполиса Мидгара, в Rebirth присутствует открытый мир, состоящий из трёх континентов — западного, восточного и северного. Континенты, в свою очередь, делятся на несколько крупных регионов, отличающихся друг от друга по климатическим условиям, рельефу местности, флоре и фауне. У каждого региона есть границы, однако игрок не может переходить из одного региона в другой без специального транспорта. В одном случае транспорт располагается на взлётно-посадочной полосе, в другом — в порту, а универсальным средством передвижения служит самолёт «Тайни Бронко», способный передвигаться как по воздуху, так и по воде. Всего в игре есть восемь основных регионов:
- Луга — регион восточного контента с богатой растительностью и плоскогорьем. В нём находится деревня Кальм, защищённая от внешнего мира каменной стеной[18]. Хотя у этой деревни нет собственного Мако-реактора, она процветает благодаря постоянным поставкам энергии Мако, поступающим по трубопроводу из мегаполиса Мидгар[19]. Главной достопримечательностью Кальма является башня с часами[18]. Также на территории Лугов расположено ранчо Чокобо с магазином, где можно приобрести снаряжение для ездовых птиц[19]. Чокобо помогают преодолеть болота на пути к мифриловой шахте, соединяющей Луга с Джуноном[20]. Когда-то шахтёры добывали в ней минерал мифрил, однако тот перестал пользоваться спросом, и люди покинули шахту, а на их место пришли монстры[19].
- Джунон — самый крупный регион восточного континента. Территория в основном состоит из лугов, однако встречаются и гористые районы со скалами. Когда-то в нём процветала рыбацкая деревня, однако после того, как «Син-Ра» возвела военную крепость на находящейся поблизости горе и построила в море Мако-реактор, деревня пришла в упадок[20]. Помимо жилья для сотрудников «Син-Ра», на его улицах расположены элитные бутики и рестораны[21]. Вызванные Мако-реактором загрязнения также негативно сказались на морских обитателях, например, дельфинах, с которыми местные жители живут в гармонии[19]. В горах восточной части региона расположена деревня Кроуз-Нест, населённая противниками режима «Син-Ра»[22]. В Джуноне есть следующие мини-игры: Junon Shinra March — игрок командует отрядом пехотинцев «Син-Ра» путём нажатия всплывающих на экране кнопок, как и в случае с танцевальной сценой Honeybee Inn из Remake[9]; Dolphin Escape — верхом на дельфине игрок маневрирует мимо буев и совершает прыжки с трамплинов, чтобы быстрее добраться до финиша[23]; Jump Toad — члены партии Клауда превращаются в жаб и пытаются как можно дольше удержаться на вращающейся платформе[23].
- Корел — центральный регион западного континента. Передвижение по нему осуществляется как на Чокобо, так и на внедорожнике багги из-за особенностей горного рельефа[24]. В Кореле расположен курортный городок Коста-дель-Соль[25]. Там у игрока есть возможность сыграть в такие мини-игры, как карнавальный шутер Pirate’s Rampage и футбол Run Wild. Для быстрого передвижения используются сигвеи[15]. В Северном Кореле расположена деревня шахтёров; там же Клауд может сыграть в мини-игру Desert Rush, по правилам которой он должен пересечь полосу препятствий и разбить находящиеся на его пути ящики[23]. На руинах старого Корела построен парк развлечений «Золотое блюдце» с большим количеством аттракционов: Galactic Saviors — игрок и капитан космических рейнджеров отстреливаются от инопланетных захватчиков в глубоком космосе[23]; 3D Brawler — игрок изучает боевой стиль противника, чтобы уклониться от его атак и наносить ответные удары в полигональном боксе[23]; G-Bike — Клауд мчится на своём мотоцикле по шоссе к финишу, параллельно сражаясь с другими мотоциклистами[23]; Chocobo Racing — гонка на Чокобо[23]. Вокруг основания «Золотого блюдца» построена тюрьма с гладиаторской ареной под землёй[26].
- Гонгага — юго-восточный регион западного континента, состоящий из густых джунглей с древними руинами[27]. Жители деревни выстроили свои хижины из кирпичей и проложили грунтовые тропы в дикую местность[28]. На землях Гонгаги растут огромные грибы, которые используются Чокобо в качестве трамплинов, позволяющих добраться до недоступных людям высот[27]; местные Чокобо могут скользить по корням деревьев, словно по рельсам[29].
- Космо-Каньон — юго-западный регион западного континента, на территории которого преобладают скалы. Представляет собой огромный каньон с крутыми склонами[30]. В этом регионе обитают небесные Чокобо, которые могут планировать с высоких уступов[27]. На одной из гор построен оживлённый город с большим количеством планетологов[30]. Над городом возвышается обсерватория с огромным телескопом и планетарием внутри[30]. Под Космо-Каньоном находится Пещера Ги — обширная сеть пещер, которая отгорожена от посетителей металлическими воротами, известными как Врата Пустоты[31].
- Нибель — центральный регион западного континента. В нём находится городок Нибельхейм: гостиница, водонапорная башня в центре, а также несколько домов[32]. За пределами города располагается поместье «Син-Ра» с подземной библиотекой и гора Нибель с Мако-реактором[32]. Чокобо из этого региона способны выпускать струю воды из своего тела и с её помощью отталкиваться от водной поверхности[27].
- Меридиан океана — секретный остров между западным и восточным континентами[33], на котором расположена резиденция эксцентричного фехтовальщика Гильгамеша[34]. Чтобы добраться до него, игроку необходимо собрать фрагменты протореликвии в различных регионах[35].
- Северный лес — единственный доступный регион северного континента. Большую часть территории покрывают густые леса, окружающие Храм Древних — точку невозврата игры[36].

Чтобы определить местоположение ключевых локаций региона, игрок должен активировать расположенные на его территории башни связи. После этого на карте региона появляются отметки находящихся поблизости от башни активностей, а именно: сражение с монстрами, для полного прохождения которых необходимо выполнить определённые условия, например победить врагов за отведённое время, исследование кристаллов, что, в свою очередь, раскрывает игроку историю региона, а также местоположение самого опасного монстра в этой местности, анализ кристаллов призывных существ, благодаря которому можно ослабить этих существ в симуляторе сражений и посещение магазина Муглов. Чтобы приобрести уникальные предметы в этом магазине, игроку предстоит поймать пятерых Муглов в рамках мини-игры за отведённое время, причём Муглы будут атаковать его различными заклинаниями.

### Боевая система

Скриншот игрового процесса Final Fantasy VII Rebirth. Клауд и Айрис используют синергетическую атаку Firework Blade

Боевая система в Rebirth представляет собой гибрид экшена и системы Active-Time Battle (ATB) из Final Fantasy VII Remake: в то время как сражения разворачиваются в реальном времени, присутствует и тактический элемент — игрок может приостановить бой, задействовав командное меню, в котором он выбирает дополнительные физические и магические атаки персонажей. Всего в игре есть два режима боя — активный и классический. В первом случае «Шкала ATB» заполняется по мере нанесения урона противнику, тогда как в классическом режиме игра восполняет её автоматически. Избежать вражеских атак помогают блокирование и уклонение. В сражениях игрок переключается между протагонистом и двумя выбранными членами партии, в то время как остальные компаньоны остаются за пределами арены вплоть до окончания боя. Каждый член партии обладает уникальным набором движений и боевым стилем: например, у Рэда XIII есть специальная «Шкала мести», которая заполняется, когда игрок блокирует атаки противника, и усиливает его собственные атаки и защиту. Все персонажи обладают так называемым «Прорывом предела» — сильнейшей атакой, которая становится доступна после заполнения «Шкалы предела», что достигается путём слома воли противника; при этом показатели защиты врага со сломленной волей существенно понижаются, а сам он на время теряет возможность двигаться.
Также в Rebirth перекочевала механика Synergized, впервые представленная в DLC Episode InterMISSION к Final Fantasy VII Remake Intergrade (2021): она позволяет синхронизировать атаки членов партии, причём выделяются два вида атак — «совместные действия», доступные в любой момент сражения и «совместные способности», для использования которых игроку необходимо заполнить «Шкалу синергии» у двух персонажей путём проведения нескольких комбинированных нападений. Каждая из таких атак сопровождается небольшим роликом и предоставляет игроку дополнительное преимущество в сражениях: к примеру, Firework Blade Клауда и Айрис открывает более мощные «Прорывы предела».
За магические способности отвечают разноцветные сферы, известные как «Материи». Чтобы использовать их, игроку необходимо экипировать сферы в оружие, браслеты и аксессуары персонажей. Использование Материй расходует шкалу MP. Всего в игре есть несколько видов материй: зелёные — позволяют пользователю с помощью зарядов MP и ATB применять заклинания, такие как стихийные атаки, лечение или наложение различных эффектов на цель; жёлтые — добавляют новые приёмы в меню «способности», включая физические атаки, кражу предметов у врагов или совместное исцеление; фиолетовые — повышают количество здоровья, магии, выносливости и других параметров; синие — усиливают другие материи и их свойства, а также сопротивление персонажей к негативным эффектам; красные — призывают могущественных существ в сражениях. При наличии сохранений из Remake игрок может перенести в игру водяного змея Левиафана и повелителя молний Раму. В Rebirth появляются следующие призывы: колосс Титан, дракон Багамут Арайзен, огненная птица Феникс, робот Александр, демонический рыцарь Один, передвигающийся верхом на скакуне Слейпнире, и бычье божество Куджата.
Игроки могут открывать новые способности и повышать физические характеристики персонажей с помощью древа навыков за очки SP. Количество таких очков увеличивается по мере повышения уровня героев; также игрок может приобрести дополнительные очки после прочтения персональных энциклопедий членов партии, которые, в свою очередь, продаются в магазинах Муглов и сувенирных островках «Золотого блюдца» или же выдаются NPC в награду за выполнение побочных квестов. Игрок в любой момент может сбросить древо навыков каждого персонажа, чтобы перераспределить SP-очки.

### Повествование и дополнительные активности
Final Fantasy VII Rebirth — это вторая часть проекта Final Fantasy Remake Project, которая входит в «Компиляцию Final Fantasy VII». Несмотря на то, что Final Fantasy VII Rebirth является прямым продолжением Final Fantasy VII Remake, для её прохождения не требуется ознакомления с оригиналом; незнакомые с первой частью игроки могут посмотреть пятиминутный дайджест Remake в главном меню. Повествование в игре разбито на главы, которые можно перепройти после завершения сюжетной кампании; всего этих глав 14. События Rebirth начинаются после окончания Remake, с уходом главных героев из мегаполиса Мидгар и завершаются в «Забытой столице», заключительном эпизоде на первом диске Final Fantasy VII.
На землях различных регионов разбросаны материалы, используемые для изготовления полезных предметов, например, восстанавливающего здоровье зелья или воскрешающего пера феникса. Также встречаются сундуки, содержащие не только внутриигровые бонусы вроде восстанавливающего здоровье эликсира или восполняющего запас магии эфира, но и экипировку членов партии. Изготовление предметов повышает уровень ремесла, благодаря чему игрок может создавать более ценные ресурсы. Во время исследования открытого мира игрок встречает персонажа-фотолюбителя, который просит Клауда запечатлеть на камеру живописные места, после чего открываются дополнительные функции фоторежима. Свои навыки ведения боя игрок может оценить в боевом симуляторе, где его противниками выступают как обычные монстры и боевые единицы «Син-Ра», так и призывы; после победы над последними игрок приобретает материи призыва, которые позволяют использовать этих существ в сражениях. Ещё одним нововведением Rebirth стала карточная игра «Кровь королевы», напоминающая гвинт из игры «Ведьмак 3: Дикая Охота» (2013): игрок раскладывает карты на трёх дорожках и пытается набрать на каждой из них максимальное количество очков, которые суммируются по завершении партии; общее количество карт — 145, а приобрести их можно у торговцев со всего мира. В крупных городах игрок может исполнить некоторые мелодии из Final Fantasy VII; всего таких композиций восемь. Для воспроизведения необходимых нот, а также изменения октав и тональностей игрок использует аналоговые джойстики геймпада. В режиме свободной игры игроки в состоянии исполнить любые композиции с учётом внутриигровой механики. В некоторых регионах присутствуют тренажёрные залы, где у игрока есть возможность сыграть в Crunch-Off! — в этой мини-игре он соревнуется с другими спортсменами путём скоростного нажатия всплывающих на экране кнопок, чтобы сделать максимальное количество подходов.

## Сюжет

### Место действия
Действие игры разворачивается в постиндустриальном научно-фантастическом вымышленном мире, известном как «Планета» и разделённом на три континента — западный, восточный и северный. Жизненная энергия Планеты, известная как «Поток Жизни», — это поток духовной энергии, который даёт жизнь всему сущему на Планете. Его обработанная форма называется «Мако». Большей частью Планеты де-факто правит энергетическая мегакорпорация «Син-Ра». Она использует «Поток Жизни» в качестве источника энергии, что приводит к истощению Планеты. На восточном континенте находится столица мира — мегаполис Мидгар, в котором расположена штаб-квартира «Син-Ра», её тайной спецслужбы под неофициальным названием Турки и элитной военизированной организации «СОЛДАТ», члены которой были созданы путём внедрения Мако. Компании противостоит группа экотеррористов «ЛАВИНА», намеревающаяся остановить добычу энергии Мако и тем самым спасти Планету от гибели. В конечном итоге все они оказываются под угрозой уничтожения со стороны Сефирота, легендарного «СОЛДАТа», созданного в результате экспериментов «Син-Ра», который сошёл с ума, узнав правду о своём происхождении, и Дженовы, инопланетной формы жизни, стремящейся уничтожить всю жизнь на Планете. Противостояние осложняют призрачные сущности, известные как «Шепчущие», стоящие на страже судьбы.

### Персонажи

Герои Final Fantasy VII Rebirth. Слева направо: Сид Хайвинд, Кат Ши, Тифа Локхарт, Айрис Гейнсборо, Клауд Страйф, Баррет Уоллес, Рэд XIII, Юффи Кисараги и Винсент Валентайн

В основной сюжетной кампании игрок управляет семью персонажами:
- Клауд Страйф (яп. クラウド・ストライフ) — бывший «СОЛДАТ» 1-го класса. Покинув «Син-Ра», он становится наёмником и оседает в Мидгаре[75]. По просьбе своей подруги детства Тифы Клауд принимает участие в операциях «ЛАВИНЫ»[15]. После ожесточённого противостояния с «Син-Ра» он сбегает из Мидгара, чтобы остановить своего заклятого врага Сефирота[75]. Является бойцом на ближней дистанции и орудует широким палашом под названием «меч Бастера»[76].
- Баррет Уоллес (яп. バレット・ウォーレス) — лидер организации повстанцев под названием «ЛАВИНА», члены которой противостоят «Син-Ра»[75]. Лишившись своих товарищей после взрыва Мако-реактора, Баррет покидает Мидгар, чтобы не дать Сефироту уничтожить Планету и защитить будущее своей любимой дочери Марлин[15]. Баррет — боец на дальней дистанции, орудующий пушкой-протезом[76].
- Тифа Локхарт (яп. ティファ・ロックハート) — управляющая баром «Седьмое небо» в Секторе 7 Мидгара и подруга детства Клауда[75]. Хотя Тифа и состояла в рядах «ЛАВИНЫ», она сомневалась в радикальных методах организации[15]. Конфронтация с «Син-Ра» привела к уничтожению Сектора 7, за что Тифа ощущает личную вину[75]. Она решает помочь Клауду остановить Сефирота и покидает Мидгар[15]. В бою Тифа, будучи бойцом на ближней дистанции, полагается на быстрые удары руками и ногами[76].
- Айрис Гейнсборо (яп. エアリス・ゲインズブール) — цветочница из трущоб Сектора 5 Мидгара[75]. Она — последняя выжившая из древней расы Цетра, представители которой могли общаться с Планетой[15]. Ранее «Син-Ра» захватила её в плен, чтобы найти «Землю Обетованную», однако Клауд и другие члены партии спасли Айрис, после чего она покинула Мидгар вместе с ними[75]. Айрис обладает большой магической силой[76].
- Рэд XIII (яп. レッドXIII) — наделённый даром речи рыжеволосый зверь, представитель чрезвычайно долгоживущей расы из Космо-Каньона[75]. Он был захвачен «Син-Ра», которая использовала его в качестве экспериментального образца, однако в итоге партия Клауда освободила Рэда XIII[75]. В благодарность он присоединился к их погоне за Сефиротом[15]. Рэд XIII быстр и стремителен, а сила его атак возрастает благодаря блокированию вражеского урона[76].
- Юффи Кисараги (яп. ユフィ・キサラギ) — юная ниндзя из Вутая, получившая секретный приказ от Временного правительства государства проникнуть в Мидгар и захватить «Абсолютную Материю»[75]. Потерпев неудачу и лишившись своего напарника Сонона Кусакабэ, Юффи присоединилась к партии Клауда[15]. В бою она использует огромный сюрикен под названием «метательная звезда» и различное ниндзюцу[21][76].
- Кат Ши (яп. ケット・シー) — механический кот, являющийся талисманом «Золотого блюдца» из-за своей милой внешности и остроумия[75]. Часто передвигается верхом на другом роботе — толстом Мугле; этот Мугл помогает ему взламывать компьютеры и предсказывать судьбу[15][76].

В начале сюжетной кампании игрок недолгое время управляет Сефиротом. Отдельная роль отведена главному герою игры Crisis Core: Final Fantasy VII Заку Фэйру, предыдущему владельцу «меча Бастера» и другу Клауда, пережившему смерть в финале Remake. Помимо этого, в Rebirth появляются двое других членов партии из Final Fantasy VII, однако в этой игре они «гостевые», не предназначенные для управления персонажи. В отличие от Рэда XIII, который контролировался ИИ в Remake, они не принимают участия в сражениях.
- Сид Хайвинд (яп. シド・ハイウィンド) — опытный пилот. После того как Клауд и его партия нанимают Сида, тот перевозит их по всему миру на своём любимом самолёте «Тини Бронко»[26].
- Винсент Валентайн (яп. ヴィンセント・ヴァレンタイン) — загадочный человек в красном плаще, который представляется героям как работник службы безопасности, когда те находят его спящим в гробу глубоко под поместьем «Син-Ра». У него есть нераскрытая связь с Сефиротом[26].

Помимо Сефирота, героям противостоят представители компании «Син-Ра»: недавно вступивший в должность президента Руфус Синра и Турки Цзэн, Рено, Руд и новичок в команде Елена.

### История
Выживший Зак прибывает в Мидгар вместе с находящимся без сознания Клаудом. Там он видит, как пехотинцы «Син-Ра» захватывают Баррета, Тифу, Рэда XIII и Айрис. Зак отправляется ей на помощь и, благодаря пожертвовавшему собой Рэду XIII, освобождает девушку и относит её в дом приёмной матери, Эльмиры Гейнсборо. Зак узнаёт о выжившем члене «ЛАВИНЫ» Биггсе, который, как оказалось, переместился в эту реальность из другой, где погиб во время крушения плиты на Сектор 7. Тем не менее, Биггсу, в конечном итоге, не удаётся спастись и в этот раз: его расстреливают пехотинцы «Син-Ра». Со временем Зак приходит к выводу, что он не должен был избежать смерти в реальности, из которой они прибыли с Клаудом. За перемещение обоих были ответственны «Шепчущие». Вскоре Зак узнаёт от Марлин о неминуемой гибели Айрис от руки Сефирота.
В исходной реальности партия Клауда оседает в Кальме после побега из Мидгара. Клауд рассказывает своим спутникам о своём прошлом с Сефиротом: пять лет назад они посетили Нибельхейм — родной город Клауда и Тифы, чтобы устранить неполадки в местном Мако-реакторе. Там Сефирот узнал, что появился на свет в результате научного эксперимента, а его матерью была Дженова, якобы представительница древней расы Цетра, которую в конечном итоге истребили люди. Разгневанный Сефирот сжёг Нибельхейм и убил многих жителей деревни, включая мать Клауда и отца Тифы. Клауд настиг Сефирота у реактора, где хранилось тело Дженовы, и вызвал его на поединок, однако на этом моменте его воспоминания обрываются. Позже Тифа признаётся Айрис, что Клауда не было в Нибельхейме во время того инцидента.
На следующий день пехотинцы «Син-Ра» совершают набег на Кальм в поисках партии, однако герои сбегают из деревни. Они решают следовать за таинственными людьми в чёрных робах, бывшими подопытными «Син-Ра», которые, как считает Клауд, приведут их к Сефироту. По пути партия посещает различные места, включая оккупированный «Син-Ра» портовый город Джунон, курортный городок Коста-дель-Сол, родину Баррета Корел, парк развлечений «Золотое блюдце», родину Зака Гонгагу, родину Рэда XIII Космо-Каньон и восстановленный Нибельхейм. Также к героям присоединяются единомышленники в противостоянии с «Син-Ра»: ниндзя из Вутая Юффи Кисараги, роботизированный кот-предсказатель Кат Ши, пилот-фрилансер Сид Хайвинд и бывший Турк Винсент Валентайн.
Во время своего путешествия члены партии обнаруживают, что Планета пробудила своих хранителей, известных как Оружия, что обычно случается, когда ей угрожает опасность. Кроме того, между «Шепчущими» образовался раскол, в результате чего часть из них встала на сторону Сефирота, а другая — на защиту Планеты. Руфус официально становится новым президентом «Син-Ра» и бросает все силы на поиски Земли Обетованной, в то время как перемирие между «Син-Ра» и Вутаем постепенно подходит к концу, что приводит к угрозе возникновения новой войны. В конечном итоге партия раскрывает план Сефирота — сотворить при помощи «Чёрной Материи» могущественное заклинание Метеор и уничтожить всю жизнь на Планете. Партия опережает «Син-Ра» в погоне за «Чёрной Материей» в древнем храме Цетра, однако из-за психологических манипуляций Сефирота Клауд невольно отдаёт Материю ему. Сефирот рассказывает Клауду и Айрис, что после уничтожения Предвестника «Шепчущих» образовалось бесчисленное количество альтернативных миров, что позволило ему осуществить «Воссоединение», насильственно объединив их вместе, чтобы создать рай, которым он стремится править.
Айрис обнаруживает, что «Шепчущие» истощили её «Белую Материю» — единственный противовес «Чёрной Материи». Айрис из альтернативной реальности призывает Клауда в свой мир, где отдаёт ему собственную «Белую Материю» и признаётся молодому человеку в чувствах. Прежде чем Клауд возвращается в свою реальность, в церковь Айрис прибывает Сефирот, чтобы убить её. Айрис из исходной реальности пытается провести ритуал Цетра, чтобы сорвать планы Сефирота, однако тот застаёт её врасплох. Клауд блокирует его атаку и обезоруживает, однако реальность искажается таким образом, что Сефирот всё равно наносит Айрис смертельное ранение, а «Белая Материя» падает в воду. Во время противостояния партии с Сефиротом реальности Клауда и Зака ненадолго пересекаются, что позволяет им объединить усилия против Сефирота. Последний изгоняет Зака обратно в его реальность, однако на помощь к Клауду приходит дух Айрис. Хотя Сефирот терпит поражение и отступает, Зак приходит к выводу, что их пути ещё пересекутся. Тем временем Руфус осознаёт, что конфликт между «Син-Ра» и Вутаем разжигал Сефирот, использовавший облик нынешнего лидера Вутая, полковника Гленна Лодброка, чтобы отвлечь Руфуса от поисков Земли Обетованной. Члены партии скорбят по погибшей Айрис; Клауд оказывается единственным из них, кто может общаться с её духом. Прежде чем продолжить погоню за Сефиротом на северном континенте, Клауд объединяет «Чёрную Материю» с «мечом Бастера» и прощается с Айрис. Та обещает найти способ остановить Метеор.

## Разработка

### Замысел
К ноябрю 2019 года, ещё до выхода Remake на PlayStation 4, Square Enix приступила к созданию второй части ремейка Final Fantasy VII. Полноценная разработка началась в апреле 2020 года. В 2020 году сотрудники Square Enix Business Division 1 занимались разработкой игры удалённо из-за пандемии COVID-19. Большой поклонник оригинальной игры Наоки Хамагути курировал проект совместно с руководителем разработки предыдущей части Мотому Ториямой, в то время как Тэцуя Номура исполнял обязанности креативного директора. В июле 2020 года Номура рассказал о намерениях разработчиков создать игру более высокого качества, чем её предшественница, и выпустить её «как можно скорее». Хамагути поставил цель набрать более 90 % баллов на Metacritic, чего не удалось предыдущей части. Для этого создатели учитывали критику Remake при работе над продолжением: в частности, они добивались баланса между элементами стратегии и экшена в сражениях путём улучшения ИИ членов партии и добавления синергетических атак из Intergrade, а также работали над дополнительной активностью. Несмотря на то, что разработка игры велась параллельно с Final Fantasy XVI, разработчики не смогли добавить в Rebirth удачные, по их мнению, нововведения из основной игры серии, в частности, внутриигровую энциклопедию терминов, персонажей, событий и мест Active Time, так как уже завершили работу над общей структурой Rebirth. В общей сложности разработка игры продлилась три года.
Square Enix хотела создать Rebirth не столько как продолжение Remake, сколько как самодостаточную игру. По словам Хамагути, игра не слишком отличается от первой части и подойдёт для новой аудитории, представители которой «могут начать своё погружение в мир Final Fantasy VII с Final Fantasy VII Rebirth» и получить «свежий, новый опыт». Этой же позиции придерживался Торияма, отметив, что разработчики «подготовили почву» для новых игроков, незнакомых с историей FFVII и Remake, чтобы обеспечить им комфортное прохождение игры без предварительного изучения сеттинга и персонажей. В сентябре, в интервью с PlayStation Blog, Хамагути заявил, что пользователи будут повышать уровни и способности персонажей с нуля, поскольку каждая из частей трилогии ремейка является самостоятельной игрой.
Разработчики рассматривали подзаголовок Remake как «воссоздание» или «переосмысление» оригинальной игры, поэтому выбрали для сиквела подзаголовок Rebirth (с англ. — «Возрождение»), чтобы «обозначить следующий шаг» в этом направлении. Эта идея принадлежала Номуре. Создатели отказались от варианта Remake 2, так как название игры подразумевало бы, что она не может существовать отдельно от первой части. Обложку к игре придумал Номура. Креативный директор запечатлел на ней трёх персонажей — Клауда, Сефирота и Зака, которые олицетворяют три представленные в Rebirth реальности. По задумке Номуры, в центре находится Сефирот, так как именно он является виновником событий игры. По обеим сторонам от него стоят Клауд и Зак, на чьи судьбы Сефирот оказал влияние. Небо над Сефиротом окрашено в цвета крови и огня; эти же цвета содержит логотип игры. Существует альтернативная обложка, на которой вместо Клауда и Зака Сефирота окружают Тифа и Айрис.

### Технические особенности
| Системные требования | Системные требования                                                                 | Системные требования                                                    |
| -------------------- | ------------------------------------------------------------------------------------ | ----------------------------------------------------------------------- |
|                      | Минимальные                                                                          | Рекомендуемые                                                           |
| Windows              |                                                                                      |                                                                         |
| ОС                   | 64-разрядная Windows 10                                                              | 64-разрядная Windows 10                                                 |
| ЦПУ                  | Intel Core i3-8100 или AMD Ryzen 5 1400                                              | Intel Core i5-10400 или AMD Ryzen 5 5600                                |
| Объём ОЗУ            | 16 ГБ                                                                                | 16 ГБ                                                                   |
| Место на диске       | 155 ГБ                                                                               | 155 ГБ                                                                  |
| Видеокарта           | NVIDIA GeForce RTX 2060 или эквивалент AMD Radeon RX 6600, Intel Arc A580 DirectX 12 | NVIDIA GeForce RTX 2070 или эквивалент AMD Radeon RX 6700 XT DirectX 12 |

На стадии планирования разработчики приняли решение поместить Final Fantasy VII Rebirth на два Blu-ray-диска из-за большого объёма запланированного контента. В отличие от Final Fantasy VII для PlayStation, игрокам не нужно менять диски в ходе игры — в Rebirth все данные с одного из двух дисков устанавливаются в память консоли PlayStation 5. В то время как объём единственного диска Integrade составлял около 80 ГБ, размер каждого диска Rebirth был заметно больше, хотя и не должен был превышать 150 ГБ. Поэтому создатели прибегли к технологии сжатия данных Oodle Kraken, позволяющей уменьшить размер внутриигровых элементов и сократить время загрузки без ущерба для визуальной составляющей, а также к ещё одному компоненту Oodle — Oodle Texture, предназначенному для сжатия текстур.
Как и предшествующая ей Remake, Rebirth переосмысливает некоторые элементы из FFVII, включая использование полигональной графики в реальном времени вместо предварительно отрендеренных фонов оригинальной игры. Шейдер примитивов PlayStation 5 в сочетании с вычислительным шейдером позволил отрендерить большое количество внутриигровых элементов. Были заново разработаны конвейеры для рендеринга и потоковой передачи фоновых моделей. Производительность высокоскоростных твердотельных накопителей PS5 позволила разработчикам визуализировать объекты с высокой детализацией и уменьшить время загрузки при смене локаций. Благодаря возможностям PlayStation 5, разработчикам удалось добавить большое количество NPC в городские локации и создать ощущение активности. Из Intergrade в игру перекочевали эффекты окружения, такие как туман, призванные усилить чувство реализма и погружения в мир.
Как и Integrade, Rebirth, разработанная на движке Unreal Engine 4, предлагает выбор между графическим режимом (с упором на формат 4K) и режимом производительности (приоритет отдаётся плавному действию со скоростью 60 кадров в секунду), а также между включением и отключением HDR. Создатели отказались использовать более продвинутую версию Unreal Engine 5 из-за неполной функциональности движка и вероятности увеличения срока разработки игры. В кат-сценах и сражениях активируются функции тактильной обратной связи и адаптивных кнопок контроллера DualSense. Технология Tempest3D позволяет большинству голосов, звуковых эффектов и фоновой музыки исходить от объектов и персонажей, причём качество звука варьируется в зависимости от расстояния до камеры и окружающего пространства. В отличие от стандартной PS5, улучшенная модель консоли PS5 Pro одновременно поддерживает 60 кадров в секунду и разрешение 4K за счёт технологии PlayStation Spectral Super Resolution (PSSR), осуществляющей масштабирование изображения с помощью глубокого обучения.

### Дизайн персонажей и игрового мира
В то время как персонажи порта Remake для PlayStation 5 под названием Intergrade создавались с учётом технических возможностей PlayStation 4, разработчики Rebirth полностью переработали их дизайн — от причёсок до одежды — и обновили выражения лиц с учётом возможностей консоли следующего поколения. По словам ведущего художника персонажей игры Дая Судзуки, в то время как модели персонажей Final Fantasy VII состояли примерно из 900 полигонов, в Remake их число увеличилось минимум до 100 000, а в Rebirth — превысило 200 000. На создание модели Клауда Страйфа, выделяющегося на фоне других персонажей благодаря огромному мечу и необычной причёске, потребовалось 220 000 полигонов, причём большая часть из них приходилась на волосы. В случае с его оружием «мечом Бастера» большинство полигонов ушло на отверстия для материи и кожаную рукоятку; меч состоял из 8000 полигонов, а около 1000 из них уходило на два слота материи. На внутриигровые модели некоторых персонажей была добавлена структура трёхмерной шерсти, которая увеличила количество полигонов до 120 000 в случае с Рэдом XIII и до 230 000 в случае с Катом Ши и его Муглом. С помощью полигонов художники не только детализировали внешний вид персонажей, но и изменяли выражения их лиц и увеличивали количество эмоций.
В то время как Китасэ, Номура и Нодзима переосмысливали сюжет, Хамагути контролировал создание открытого мира. Разработчики вдохновлялись мирами таких проектов, как «Ведьмак 3: Дикая Охота» (2015) и Horizon. В июне 2023 года Хамагути подтвердил в своём Твиттере, что в Rebirth «игроки смогут путешествовать по огромному и многогранному миру и пережить множество различных историй»; тем не менее, хотя он сослался на «высокую степень свободы», соруководитель разработки не назвал сам мир открытым. В Rebirth не вернулись некоторые локации из оригинальной игры, в частности, Вутай или Ракетный городок — родина Сида; Хамагути объяснил это желанием разработчиков сосредоточиться на раскрытии регионов, которые были мимолётно представлены в оригинальной игре, таких как Гонгага. С другой стороны, разработчики добавили в игру места, которых не было в FFVII, в частности, деревню Кроуз-Нест, представляющую собой базу повстанцев, которые ведут борьбу с тиранией «Син-Ра».

### Сценарий
Много лет я задавался вопросом, каким должен быть ремейк Final Fantasy VII. Прежде всего, я чувствовал, что нам нужно отдать должное персонажам и истории, которые так полюбились фанатам по всему миру. Final Fantasy VII Rebirth воплощает эту идею и значительно расширяет оригинальную игру не только по размеру мира, но и в душевных моментах между членами партии, наполненных теплом, радостью, печалью и нежностью. По мере того как они [персонажи] продолжают свой путь и формируют более тесные связи на пути к своей конечной судьбе, я надеюсь, что вы откроете своё сердце, чтобы ощутить эти переживания вместе с ними. Так как это вторая игра в трилогии, нам было приятно услышать отзывы наших фанатов о предыдущей части и учесть их в Final Fantasy VII Rebirth, чтобы создать поистине захватывающее продолжение. Спасибо, что играете в наше видение ремейка, в котором настоящее отдаёт дань уважения прошлому путём переосмысления истории для будущих поколений.
Во время рекламной кампании Final Fantasy VII Remake (2020) из интервью, данных Dengeki Online и Famitsu, стало известно, что Remake не воспроизведёт полный сюжет оригинальной FFVII и станет первым проектом «серии из нескольких частей, каждая из которых будет самостоятельной игрой». Руководитель разработки Тэцуя Номура объяснил это решение следующим образом: «Если бы мы попытались вместить весь сюжет в одну часть, нам бы пришлось вырезать различные фрагменты и создать сжатую версию Final Fantasy VII. В этом не было смысла». Руководитель разработки Final Fantasy VII 1997 года и продюсер Remake Йосинори Китасэ сравнил структуру ремейка из нескольких частей с Final Fantasy XIII (2009): «В XIII каждая часть рассказывала историю под другим углом. В некотором смысле это было похоже на исследование неизвестной территории. В случае с Final Fantasy VII Remake у нас уже есть готовый сюжет, так что было бы бессмысленно не разбить его на несколько частей… Поэтому каждая отдельно взятая часть по своему масштабу должна быть сопоставима с полноценной Final Fantasy XIII». Согласно интервью с Китасэ, опубликованному в путеводителе Final Fantasy VII Remake Ultimania, в 2020 году разработчики ещё не знали, из скольких частей будет состоять ремейк; тем не менее, продюсер упомянул, что команда рассматривает вариант с трилогией. По словам Номуры и Китасэ, изначально разработчики хотели сделать дилогию, а не трилогию, поскольку недооценивали объём проекта. В 2021 году Номура подтвердил, что события продолжения Remake начнутся с того момента, где завершилась первая часть.
В интервью для Ultimania Китасэ заверил фанатов, что сюжет Final Fantasy VII не претерпит серьёзных изменений в ремейке: «Мы не будем кардинально менять историю и превращать её в нечто совершенно отличное от оригинала. Несмотря на то, что это ремейк, учтите: FFVII остаётся FFVII». По словам сценариста Кадзусигэ Нодзимы, Rebirth позволяет игрокам взглянуть на некоторые эпизоды классической истории под другим углом. Хамагути назвал такие изменения «расширениями», которые разработчики Final Fantasy VII не могли вплести в сюжет из-за технических ограничений консоли PlayStation. Этой же позиции придерживался и Китасэ, который отнёс озвучку, визуальные эффекты и анимацию персонажей к числу «углубивших» повествование факторов. Соруководитель разработки также отметил, что игрокам было бы неинтересно проходить ту же самую историю, поэтому команда решила привнести в неё больше тайн и загадок; в качестве примера он привёл сюжетную линию Зака. Китасэ, Номура и Нодзима — каждый из которых работал над оригинальной игрой — отвечали за переосмысление оригинального сюжета, в то время как Хамагути и другие разработчики из «нового поколения» реализовывали эти изменения в игре. Хамагути отметил, что побочный контент составляет около 80 % игры, а на прохождение основной сюжетной линии уходит около 40 часов; в случае выполнения большей части дополнительных миссий время прохождения увеличивается до 60 часов, а для полного прохождения игры потребуется более 100 часов. «Хотя основная сюжетная линия больше и амбициознее, чем повествование предыдущей игры, в Final Fantasy VII Rebirth предусмотрено „свободное исследование“ с захватывающими историями, забавными мини-играми, могущественными монстрами и многим другим, что можно найти по всему миру», — заявил Хамагути.

### Озвучивание
В работе над японской версией приняли участие более 250 актёров озвучивания, а сам процесс записи занял около двух лет. Такахиро Сакураи вновь озвучил Клауда, «голосом» которого он является с 2002 года, с игры Kingdom Hearts. Актёры, которые озвучивали персонажей, начиная с анимационного фильма «Последняя фантазия VII: Дети пришествия» и аниме Last Order: Final Fantasy VII 2005 года, вернулись к своим ролям; среди них: Аюми Ито в роли Тифы, Маая Сакамото в роли Айрис, Юми Какадзу в роли Юффи, Исикава Хидэо в роли Ката Ши, Кадзухиро Ямадзи в роли Сида, Сёго Судзуки в роли Винсента, Кэнъити Судзумура в роли Зака, Тосиюки Морикава в роли Сефирота, Тору Окава в роли Руфуса, Дзюнъити Сувабэ в роли Цзэна, Мэгуми Тоёгути в роли Елены и Тайтэн Кусуноки в роли Руда. Масато Фунаки заменил в роли Баррета Масахиро Кобаяси, так как последний покинул сферу озвучивания по личным причинам. Сэйю Рено, Кэйдзи Фудзивара, умер от от рака незадолго до начала записи Rebirth, поэтому в игре использовались его архивные записи, а роль самого персонажа была существенно уменьшена. Как и в Remake, Рэда XIII озвучил Каппэй Ямагути.
К работе над английским дубляжом вернулись основные актёры из Remake: Коди Кристиан в роли Клауда, Бриана Уайт в роли Айрис, Бритт Барон в роли Тифы, Джон Эрик Бентли в роли Баррета, Макс Миттельман в роли Рэда XIII, Сьюзи Енг в роли Юффи, Калеб Пирс в роли Зака, Тайлер Хеклин в роли Сефирота, Джошуа Боуман в роли Руфуса, Вик Чао в роли Цзэна, Арни Пантойя в роли Рено и Уильям-Кристофер Стивенс в роли Руда. К английскому актёрскому составу присоединились Пайпер Риз в роли Елены, Пол Тинто в роли Ката Ши, Джей Майкл Татум в роли Сида и Мэттью Мерсер в роли Винсента. Последний рассказал о своём участии в проекте во время New York Comic Con в 2023 году; в тот же день в официальном Твиттере игры появилось официальное подтверждение. Ранее Мерсер озвучивал NPC в Remake и, будучи большим фанатом оригинальной игры, впоследствии проходил прослушивание на роль Винсента, в которое «вложил всю энергию». Спустя несколько месяцев он получил приглашение озвучить ещё одного фонового персонажа в Rebirth, однако по прибытии в студию звукозаписи актёр узнал, что Square Enix утвердила его на роль Винсента.
Помимо японского и английского языков, игра озвучена также на французский и немецкий. По словам ведущего редактора диалогов Асако Суги, суммарно в работе над игрой приняли участие более 1000 актёров озвучивания.

### Музыка

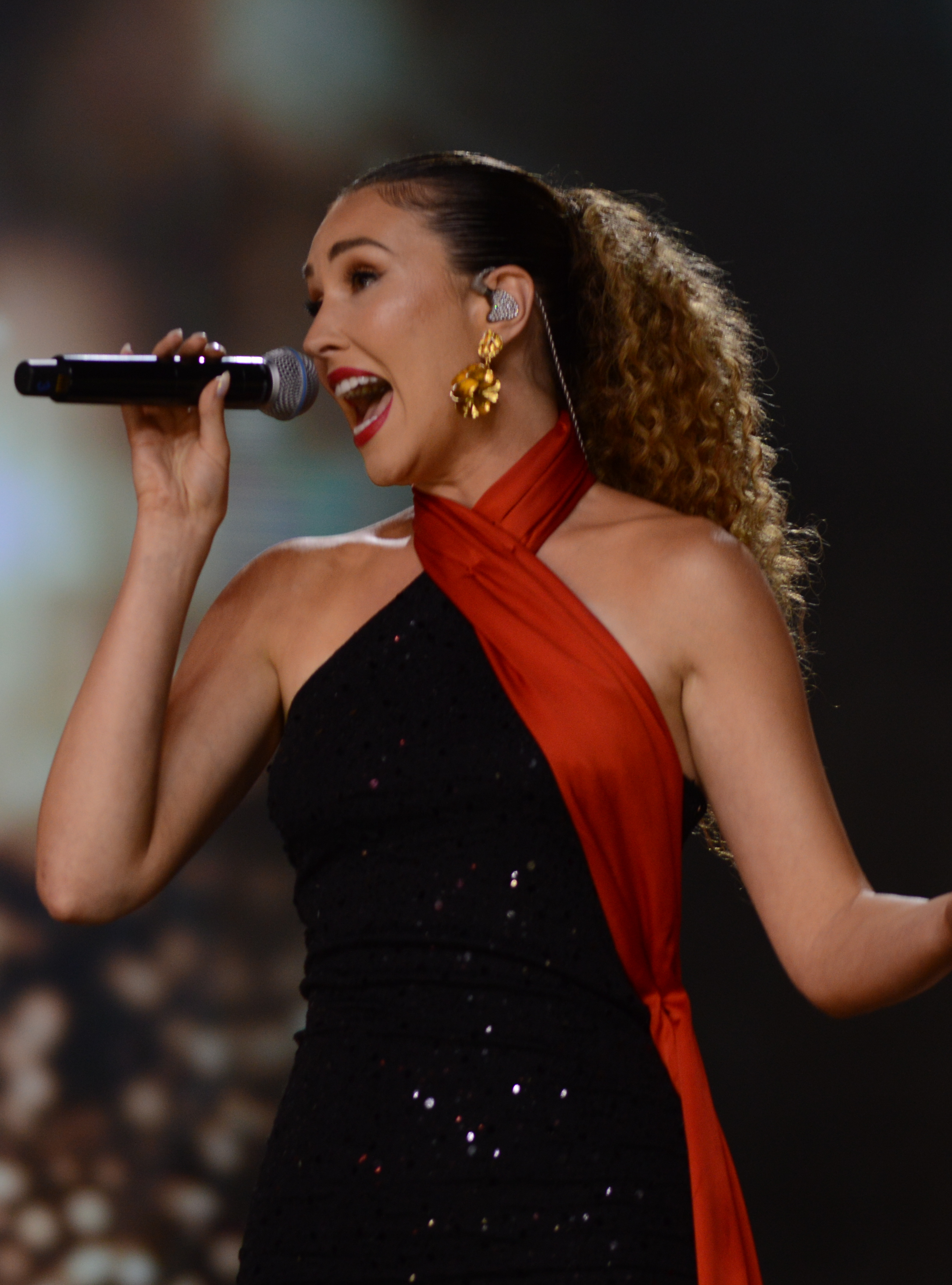
Заглавную песню игры «No Promises to Keep» исполнила американская певица Лорен Оллред

В Final Fantasy VII Rebirth присутствуют аранжировки классических треков из Final Fantasy VII и новые композиции. По словам Хамагути, команда решила разбавить саундтрек различными музыкальными жанрами. Музыкальный супервайзер Кэидзи Кавамори отметил, что для Rebirth было написано «примерно вдвое» больше треков, чем для Remake, в общей сложности более 400. Композиции «Let the Battles Begin!» и «One-Winged Angel» из FFVII были аранжированы в единый трек; аранжировка также коснулась части треков Remake. Композиторы написали отдельные треки для побочных заданий. После ознакомления со скетчами некоторых сцен композитор Масаси Хамаудзу, который по большей части писал оркестровую музыку, решил написать треки в жанре оперы и духовной музыки; он вдохновлялся произведениями классических музыкантов, таких как Вольфганг Амадей Моцарт и Руджеро Леонкавалло, а также работами певцов Этторе Бастианини и Карло Тальябуэ. Другой композитор, Мицуто Судзуки, писал часть композиций до создания кат-сцен, так как разработчики хотели выстроить их вокруг музыкального сопровождения. Ранее Судзуки состоял в хоре, который исполнял «One-Winged Angel» для Final Fantasy VII.
Музыку к заглавной теме «No Promises to Keep» написал композитор оригинальной игры и большинства других проектов серии Final Fantasy Нобуо Уэмацу. Он решил создать балладу после просмотра черновой версии эпизода с пением Айрис, который увидел вместе с Номурой и Нодзимой. Уэмацу должен был написать песню с запоминающимся припевом, в котором ключевые слова могли бы повторяться бесчисленное количество раз, и, в качестве источника вдохновения, выбрал трек «Without You» в исполнении Гарри Нилсона. Композитор писал музыку до того, как Нодзима придумал текст для неё. Номура хотел, чтобы песню исполнила американская певица Лорен Оллред, ставшая широко известной после исполнения песни «Never Enough» к фильму «Величайший шоумен» (2017). Оллред, которая была большой поклонницей Айрис, получила предложение от Square Enix в 2022 году по электронной почте. И Уэмацу и Оллред рассматривали трек как способ передачи чувств Айрис, а также хрупкости и чистоты души героини. 11 марта на YouTube-канал «THE FIRST TAKE» было загружено видео с участием Оллред и группы conTIKI под руководством Уэмацу. 20 марта песня стала доступна для загрузки на Spotify и Apple Music.
31 января в Японии под лейблом Sony Music в продажу поступили виниловые пластинки с 9 композициями из игры; на лицевой стороне пластинок была изображена Айрис, а на оборотной — Тифа. В США продажи начались 9 февраля. 1 марта открылся предзаказ на две версии саундтрека к игре — «FINAL FANTASY VII REBIRTH Original Soundtrack» и «FINAL FANTASY VII REBIRTH Original Soundtrack ~Special edit version~». Обычное издание состояло из 7 дисков со специально отобранными треками, а также синглом «No Promises to Keep LOVELESS ver.»; оформившие предзаказ получали в подарок блокнот. Помимо 7 основных дисков, в состав «Special edit» входил комплект, упаковка которого воспроизводила дизайн «меча Бастера», а также восьмой бонусный диск с музыкой из мини-игр. 19 марта, незадолго до выхода саундтрека, Square Enix начала дистрибуцию пяти треков из него — «Toward Mt. Nibel», «Main Theme of FFVII — Battle Edit», «With Heavy Heart — A Seabreeze Stroll», «Rufus’s Welcoming Ceremony — Seventh, Ten-Hut!», «Listen to the Cries of the Planet — Battle Edit». Релиз саундтрека состоялся 10 апреля.

## Продвижение и выход

### Анонс, презентации и трейлеры
Изначально Square Enix планировала презентовать продолжение Remake на игровой выставке E3 2020, которая в конечном итоге была отменена из-за пандемии COVID-19. Во время специальной рекламной трансляции Final Fantasy VII: The First Soldier, состоявшейся в мае 2022 года, Номура объявил, что в следующем месяце представители компании поделятся первыми подробностями о предстоящей игре. 16 июня, во время прямой трансляции мероприятия, посвящённого 25-й годовщине Final Fantasy VII, Square Enix анонсировала вторую часть проекта Final Fantasy VII Remake, получившую подзаголовок Rebirth, вместе с ремастером Crisis Core: Final Fantasy VII Reunion и версией Final Fantasy VII Remake Intergrade для Steam. Одновременно с этим стало известно, что после Rebirth выйдет заключительная часть трилогии. В октябре 2022 года, во время продвижения Crisis Core: Final Fantasy VII Reunion, Китасэ заявил, что эта игра является частью проекта ремейка и приквелом к трилогии, так как она знакомит игроков с историей Зака Фэйра, у которого будет значимая роль в Rebirth.

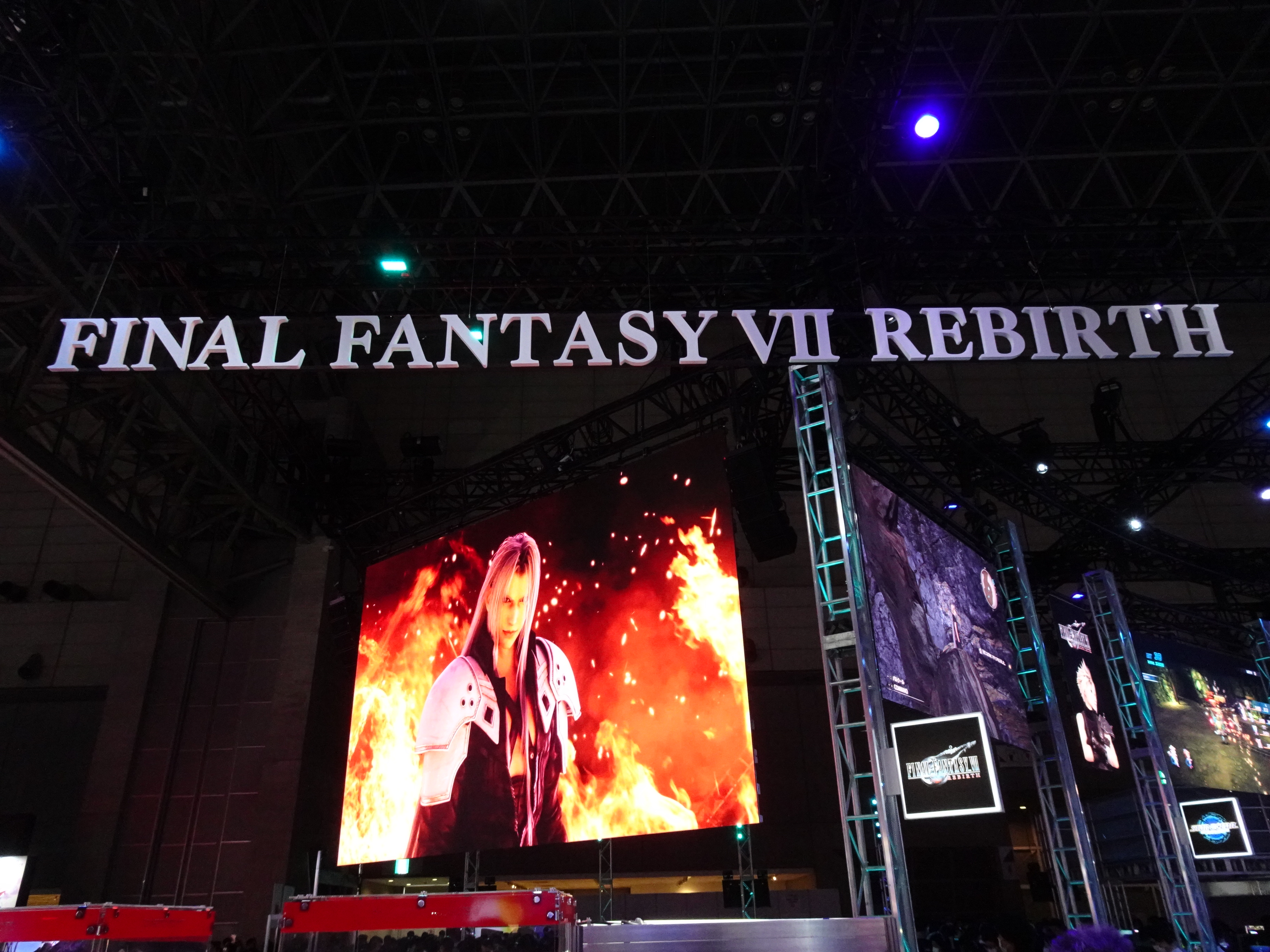
Стенд Final Fantasy VII Rebirth на игровой выставке Tokyo Game Show 2023

8 июня 2023 года Square Enix опубликовала твит Номуры, в котором тот призвал фанатов и журналистов «немного подождать», прежде чем компания поделится свежей информацией об игре. 9 июня на Summer Game Fest Square Enix представила трейлер, раскрывающий детали игрового процесса. В нём были раскрыты классические локации из FFVII, в частности планетарий Бугенхагена в Космо-Каньоне, мифриловая шахта, гостиница в Кальме, реактор Нибельхейма и вертолётная площадка Джунона с дирижаблем «Хайвинд», а также внутриигровые механики, например, возможность быстрого перемещения на Чокобо и синергетические атаки. Кроме того, из этого трейлера стало известно, что Рэд XIII, который в Remake управлялся ИИ, и Юффи Кисараги из дополнения Episode InterMISSION станут полноценными игровыми персонажами Второй трейлер, релиз которого состоялся во время онлайн-презентации State of Play 2023, организованной Sony Interactive Entertainment, раскрыл не только дату окончательного релиза, но и возвращение двух членов партии из оригинальной игры — Ката Ши и Винсента — а также локаций «Золотое блюдце» и Коста-дель-Соль; в этот же день Sony сообщила, что 6 февраля состоится презентация, посвящённая Final Fantasy VII Rebirth. На конференции Tokyo Game Show 2023 Square Enix показала 30 минут игрового процесса Rebirth в двух режимах игры — Sephiroth & Cloud Edition и Junon Area Edition: первый был посвящён перемещению Клауда, Сефирота и Тифа по окрестностям горы Нибель, а второй — исследованию партией открытого мира, а именно границы Джунона. Компания также провела лотерею, на которой разыгрывались товары по мотивам франшизы — фигурки, мини-фигурки, компакт-диск с саундтреком, артбук, полотенца и резиновые брелки. 17 ноября в сети появились скриншоты из игры и трейлер от лица Рэда XIII с участием второстепенных персонажей из различных регионов Планеты и призыва Куджату; они также раскрыли специфику боевого стиля Рэда XIII. Во время церемонии вручения The Game Awards 2023 певица Лорен Оллред исполнила песню «No Promises to Keep», которая играла на фоне трейлера с кадрами свидания в «Золотом блюдце»; трейлер также подтвердил появление последнего члена партии из оригинальной игры — Сида Хайвинда. 30 января стало известно, что новые подробности об игре будут раскрыты на State of Play 7 февраля 2024 года. Там же состоялся релиз финального трейлера Rebirth. В день выхода игры Square Enix выпустила релизный трейлер.

### Рекламные материалы и коллаборации
Square Enix и Sony Interactive Entertainment провели продолжительную маркетинговую кампанию Rebirth. 18 октября 2023 года Sony выпустила видеоролик под названием Sense of Play, в котором рассказывалось о 17 играх для PlayStation 5 и PlayStation 4, включая Final Fantasy VII Rebirth. В тот же день у некоторых дилеров PlayStation по всей Японии проводились пробные игровые сеансы Rebirth. Игра пополнила число экспонентов игровых выставок Jump Festa 2024 и Taipei Game Show 2024. 30 января Sony Interactive Entertainment выпустила новый рекламный ролик для PlayStation 5 с участием японской группы Atarashii Gakko! об игровых новинках, включая Rebirth. 31 января Square Enix совместно с FUNNYMOVIE выпустила короткометражный фильм, пересказывающий сюжет Remake в комичном ключе. 21 февраля в кинотеатрах США состоялся двухдневный прокат режиссёрской версии анимационного фильма «Последняя фантазия VII: Дети пришествия» с подзаголовком Complete. Это стало возможным благодаря сотрудничеству Square Enix с компаниями Fathom и Sony Pictures. 23 марта в осакском «Мемориальном парке Экспо» проходил фейерверк, посвящённый Final Fantasy VII Remake и Final Fantasy VII Rebirth, во время которого играла музыка из игр. 28 марта Square Enix выпустила документальный сериал из четырёх эпизодов под названием Inside Final Fantasy VII Rebirth, в котором разработчики рассказали о создании игры. В феврале изображения с персонажами Rebirth украшали улицы Токио и некоторые поезда по линии Яманотэ, а на местном телевидении транслировалась реклама игры. Сотрудники Square Enix разыгрывали акриловые подставки с логотипами проектов «Компиляции Final Fantasy VII» в своём электронном магазине, а также провели акцию с выдачей посетителям кафе Artnia тематических подставок и салфеток. 12 апреля в продажу поступил гайд по игре Final Fantasy VII Rebirth Ultimania, раскрывающий подробности разработки. С 10 августа начнётся мировое музыкальное турне Final Fantasy VII Rebirth Orchestra World Tour, которое охватит города Северной Америки, Азии и Европы.
В рамках продвижения игры Square Enix сотрудничала с другими компаниями и брендами. В декабре 2023 года Номура нарисовал обложку к 362-му выпуску журнала Game Informer: на её передней стороне был изображён Сефирот среди пламени, которое переходило на заднюю часть с изображением Клауда. В том же месяце клиенты службы высокоскоростной оптической линии NURO Hikari получали купоны на сумму до 10 тысяч иен, а также постер с игрой; в официальном Твиттер-аккаунте и приложении NURO Hikari также разыгрывались акриловые подставки с персонажами игры и подарочные карты Amazon. В январе 2024 года в многопользовательский шутер от первого лица Apex Legends (2019) были добавлены знаковые предметы из вселенной Final Fantasy VII. 16 февраля в спин-оффе к Final Fantasy VII — Ever Crisis (2023) появилось событие «Герой Сефирот — Пролог», в котором игроки могли сыграть за Сефирота незадолго до инцидента в Нибельхейме, а также получить костюмы Тифы-гида и Рэда XIII из свидания в «Золотом блюдце». С 17 февраля по 7 марта посетители магазина Co-Lab Tokyo искали панели с персонажами игры, разбросанные по телевизионной башне Токио, после чего записывали перечисленные на них слова в заявки, которые нужно было отправить по указанному адресу, чтобы выиграть металлическую открытку с изображением одного из героев. 27 февраля в сети магазинов Lawson при покупке сладостей и энергетических напитков выдавались тематические наклейки, стаканы и конверты для наличных; 2 марта состоялась лотерея, в которой можно было выиграть фигурку Клауда, а 12 марта в продаже появилось «мандариновое желе Чокобо». В марте японская продовольственная компания Nissin Foods выпустила ограниченную серию лапши быстрого приготовления с изображением Сефирота в образе духа лисы «Донгицунэ», а Square Enix распространяла обои для телефонов с Сефиротом-Донгицунэ через официальный Твиттер-аккаунт игры. В день выхода игры в поисковой системе Google появилось пасхальное яйцо к Rebirth: по экранам пользователей, которые запрашивали информацию о Чокобо, пробегала толпа различных разновидностей этих птиц; на некоторых из них передвигался Клауд с «мечом Бастера». В тот же день в официальном аккаунте франшизы Kingdom Hearts появилось изображение её главного героя Соры, смотрящего на рекламные щиты с Сефиротом. В Line были добавлены голосовые стикеры с персонажами. 13 марта VAULTROOM выпустила ограниченную коллекцию одежды с героями Rebirth. Несколько американских розничных магазинов предлагали дополнительные бонусные аксессуары за оформление предзаказа игры: Amazon — наклейки с Клаудом, Сефиротом и логотипом игры для контроллера, Best Buy — стальной футляр, а GameStop — бейсболку с логотипом. За приобретение копии игры в магазинах Lawson покупатели получали в подарок иллюстрацию Номуры, акриловые мини-подставки с Тифой, Айрис, Барретом и Рэдом XIII и внутриигровую материю Необычный Чокобо, в Amazon — футляр с обложкой игры и снаряжение для Рэда XIII, в Square Enix — резиновый брелок для ключей с изображением Клауда и внутриигровые доспехи. С 19 февраля 2025 года в продажу поступят минуфигурки Тифы и Зака от Adorable Arts.

### Выход
Изначально релиз Rebirth должен был состояться зимой 2023—2024 года. В июне 2023 года представители Square Enix подтвердили готовность выпустить игру в конце года. Из представленного на Summer Game Fest трейлера стало известно, что издатель отложил релиз на начало 2024 года. Во время сентябрьского мероприятия State of Play Square Enix обозначила итоговую дату релиза игры — 29 февраля 2024 года. Тогда же стало известно, что игра будет эксклюзивом для PlayStation 5 в течение как минимум трёх месяцев. 13 ноября Entertainment Software Rating Board присвоила Final Fantasy VII Rebirth рейтинг T из-за присутствия в игре «крови, брани, умеренно непристойных тем, употребления алкоголя и табака и насилия». 5 февраля, за день до презентации State of Play, в PlayStation Store появился трейлер демоверсии, после чего в ночь с 6 на 7 февраля состоялся её релиз. Демоверсия включала в себя эпизод в Нибельхейме с двумя протагонистами — Клаудом и Сефиротом. За неделю до выхода игры Square Enix призвала прессу и игроков воздержаться от спойлеров к сюжетно важным эпизодам и помечать материалы об игре соответствующим предупреждением. Предварительная загрузка версии программного обеспечения Final Fantasy VII Rebirth для PlayStation 5 началась 27 февраля. За день до выхода Rebirth Square Enix обнаружила ошибку печати на дисках с игрой для регионов Японии и Азии: диск с данными был помечен как «игровой», а игровой диск — как «диск с данными».
Игра продавалась в трёх версиях — североамериканской, европейской и азиатской, — а также в обычном и deluxe-изданиях на физических носителях и в цифровом формате. В комплект обоих расширенных изданий вошли специальный стальной футляр для хранения дисков с игрой, компакт-диск с мини-саундтреком и артбук. Также Square Enix выпустила ограниченный тираж коллекционного издания игры, которое включало ключи доступа к предметам экипировки, в частности призывам троицы Муглов и Волшебного горшка. Помимо этого, в PlayStation Store появился цифровой набор из игр Final Fantasy VII Remake и Final Fantasy VII Rebirth. 12 декабря 2024 года на церемонии The Game Awards 2024 компания Square Enix объявила, что версия игры для Windows выйдет 23 января 2025 года.

## Восприятие
| Сводный рейтинг       | Сводный рейтинг |
| Агрегатор             | Оценка          |
| --------------------- | --------------- |
| Metacritic            | 92/100          |
| OpenCritic            | 93/100          |
| Иноязычные издания    |                 |
| Издание               | Оценка          |
| Destructoid           | 9,5/10          |
| Digital Trends        | [ 231 ]         |
| Edge                  | 9/10            |
| Eurogamer             | [ 233 ]         |
| Game Informer         | 8,5/10          |
| GameRevolution        | 9/10            |
| GameSpot              | 8/10            |
| GamesRadar+           | [ 237 ]         |
| Hardcore Gamer        | [ 238 ]         |
| IGN                   | 9/10            |
| NME                   | [ 240 ]         |
| Push Square           | [ 241 ]         |
| RPGFan                | 93/100          |
| Shacknews             | 8/10            |
| The Guardian          | [ 244 ]         |
| VG247                 | [ 245 ]         |
| Easy Allies           | 9,5/10          |
| Video Games Chronicle | [ 247 ]         |
| Metro                 | 9/10            |
| Русскоязычные издания |                 |
| Издание               | Оценка          |
| 3DNews                | 7,5/10          |
| GameMAG.ru            | 10/10           |

### Отзывы критиков
Критики публиковали восторженные отзывы на Final Fantasy VII Rebirth и оценили её выше приквела Final Fantasy VII Remake и последней основной части серии, Final Fantasy XVI. На Metacritic она имеет 92 балла из 100 и считается лучшей игрой первого полугодия 2024 по версии агрегатора рецензий.
К числу сильных сторон Rebirth игровые журналисты отнесли графику кинематографического уровня. Мик Фрейзер из GodisaGeek.com назвал визуальные эффекты и операторскую работу «потрясающими». Digital Foundry похвалил высокое качество кат-сцен в реальном времени за хорошую режиссуру и проработанные модели персонажей на уровне CGI-роликов; тем не менее, рецензент раскритиковал низкое качество некоторых текстур и освещение в целом, так как вблизи некоторые объекты отбрасывали неправильные тени. Этого же мнения придерживался Орфеус Джошуа из Noisy Pixel, по словам которого «освещение при переходе от затемнённых областей к ярким и наоборот было довольно резким и неорганичным».
Критики активно обсуждали открытый мир, пришедший на смену ограниченной территории Мидгара из Remake. Тамур Хусейн из GameSpot пришёл к выводу, что хотя игровой мир не был открытым в традиционном понимании этого слова, он ощущался таковым благодаря своей необъятности и разнообразным регионам. С другой стороны, Зак Уилкерсон из RPGFan сетовал на тот факт, что нужные объекты уже обозначены на карте, и игроку остаётся только понять, как до них добраться; сама навигация при этом может стать головной болью из-за невидимых границ и неотзывчивого управления. RPGamer назвал посвящённые исследованию регионов миссии «раздражающими», но в то же время отметил, что игра вознаграждает игроков за их выполнение.
Отдельной похвалы удостоились персонажи и их взаимоотношения. Джин Парк из The Washington Post признался, что истории «душевных» персонажей игры «пробили его на эмоции». По словам Майкла Хайэма из IGN, почти каждый член партии проявил себя по мере развития сюжета, а благодаря «безупречному кинематографическому оформлению и первоклассной озвучке» персонажи балансировали на грани надежды и отчаяния. Журналист Evening Standard Стюарт Эндрюс был впечатлён качеством проработки героев: «отношения между ними значимы, так как они влияют на развитие ключевых событий истории. Поэтому, когда по ходу игры к партии присоединяются любимцы фанатов, становится предельно ясно, что это не просто группа персонажей, а импровизированная семья, причём вы хотите узнать как можно больше о каждом её члене и помочь ему оправиться от ошибок и трагедий прошлого. Эти персонажи обладали шармом, даже когда представляли собой массу крохотных заострённых полигонов. Теперь они ощущаются живыми благодаря превосходной анимации и озвучке». Эпизод в Коста-дель-Соль с демонстрацией купального костюма Тифы стал одним из самых обсуждаемых моментов игры. Этому образу было посвящено большое количество косплеев. Популярность Тифы возросла до такой степени, что фанаты героини настойчиво просили продюсера франшизы Tekken Кацухиро Хараду добавить её в Tekken 8 (2024).
Мнения рецензентов относительно сюжета игры разделились. Том Риган из The Guardian похвалил создателей игры за «тщательно продуманную историю и растягивание скромной 10-часовой сюжетной линии до внушительной 50-часовой эпопеи». Джошуа отметил, что, несмотря на позиционирование Rebirth как самодостаточной игры, её повествование начинается сразу после окончания Remake, из которого также возвращаются некоторые персонажи и незавершённые сюжетные линии. В своей рецензии для GamesRadar Иэн Харрис пришёл к выводу, что, будучи средней игрой в трилогии ремейка, Rebirth не развивает историю должным образом, а новые элементы повествования только усложняют её. Хайэм посчитал, что разработчики перегрузили финал сюжетной кампании «многочисленными извилистыми временными линиями» и не смогли показать его должным образом. Его коллега Мэтт Перслоу разделил мнение относительно концовки, отметив: «это не тот финал, которого заслуживает как Rebirth, так и Айрис», с чем также согласился и Хусейн, по мнению которого, «концовка не сработала». 3DNews также раскритиковал финал игры: «Final Fantasy VII Rebirth попыталась перехватить эстафету у шикарной Remake, но вместо концентрированного сюжетного приключения предложила все худшие тренды игр с открытым миром, толком не углубила знакомые по FFVII события, а заодно сломала один из важнейших сюжетных моментов исходной „финалки“». Алекс Дональдсон был огорчён тем фактом, что, помимо главных героев, из Мидгара в новый мир перекочевали и бесчисленные второстепенные персонажи, с которыми герои продолжают сталкиваться; рецензент назвал это явление «синдромом „Звёздных войн“».
Журналисты отметили улучшение отдельных элементов игрового процесса Remake, в частности, сражений. По мнению Стива Боксера из Metro, в Rebirth были лучшие бои в серии Final Fantasy. Харрис назвал механику Synergized «самым ярким дополнением» боевой системы, которая, ко всему прочему, укрепляет узы между персонажами. Рецензент похвалил большое количество комбинаций, благодаря которым у игрока возникает желание менять персонажей, вместо того чтобы управлять одним главным героем, и сравнил этот процесс с игрой в «Покемонов». Среди положительных элементов боевой системы GameMAG.ru выделил воздушные атаки, блок и парные способности. Изначально сражения в игре казались Энди Брауну из NME «топорными», однако со временем рецензент пересмотрел своё отношение и охарактеризовал их как «грандиозные».
Рецензенты высоко оценили саундтрек игры. Уилкерсон назвал музыку в игре «фантастической от и до», отметив высокое качество ремиксов оригинальных композиций. Крис Де Хуг из Comics Gaming похвалил дуэт композиторов Масаси Хамаузу и Мицуто Судзуки и их обработку музыки Нобуо Уэмацу из оригинальной игры; по мнению рецензента, они заслужили место в Зале славы. GamingTrend назвал заглавную тему «No Promises to Keep» «красивой и меланхоличной балладой, которая не только пробуждает чувства, но и усиливает эмоциональную составляющую игры».

### Продажи
В 2023 году Rebirth удерживала первенство по количеству предзаказов на Amazon в течение двух недель. В 2024 году обычное и расширенное издания игры занимали 1-е и 2-е места в аналогичном рейтинге бронирования в течение четырёх недель. В течение релизной недели Rebirth удерживала лидерство в чарте продаж Германии — стандартное и расширенное издания заняли 1-е и 2-е места. В феврале 2024 года в Европе, США и Канаде Rebirth заняла 2-е место по числу загрузок в PlayStation Store, уступив Helldivers 2. В Великобритании Rebirth возглавляла «топ-10 продаж» в течение первой недели релиза — с 25 февраля по 2 марта. Однако, по данным Кристофера Дринга из GamesIndustry, стартовые продажи игры в рознице оказались на 30 % меньше аналогичных продаж Final Fantasy VII Remake. На второй неделе продажи игры упали на 89 %, в результате чего стандартная версия Rebirth опустилась на 2-е место, а издание с Remake — на 4-е. На третьей неделе игра опустилась на 5-е место. По словам аналитика Niko Partners Даниэля Ахмада, по состоянию на апрель продажи Rebirth были ниже, чем у Remake примерно в два раза. С другой стороны, эксперты из GamesIndustry и Ampere Analysis назвали Final Fantasy VII Rebirth одной из самых коммерчески успешных игр с однопользовательским режимом 2024 года.
В Японии Final Fantasy VII Rebirth была самой продаваемой новинкой для PlayStation 5 с 26 февраля по 3 марта 2024 года; за первую неделю было продано 262 656 розничных копий, что уступало показателям Final Fantasy XVI (336 027 копий) и Final Fantasy VII Remake (702 853 копий). На следующей неделе спрос упал примерно на 90 % — было продано ещё 24 482 копии игры, которая опустилась на 2-е место в рейтинге после Unicorn Overlord с его 40 991 проданной копией. С 11 по 17 марта Rebirth сохранила 2-е место в мировом чарте продаж с дополнительными 11 497 проданными копиями. По состоянию на 24 марта она упала на 8-е место среди «самых продаваемых игр», так как Square Enix удалось продать лишь 7121 копию. В конце марта продажи игры снизились до 4840 копий за неделю, в результате чего за март было продано 310 596 копий игры. По состоянию на март 2024 года Final Fantasy VII Rebirth занимала 1-е место по количеству загрузок в PlayStation Store. На финансовом брифинге Square Enix, состоявшемся 13 мая 2024 года, президент компании Такаси Кирю сообщил, что прибыль от Final Fantasy 7 Rebirth и Final Fantasy 16 оказалась ниже прогнозируемой и «не оправдала их ожиданий».

### Награды и номинации
| Год  | Церемония                       | Категория                                              | Получатель(-и) и номинант(-ы) | Результат | Источник |
| ---- | ------------------------------- | ------------------------------------------------------ | ----------------------------- | --------- | -------- |
| 2023 | Golden Joystick Awards          | «Самая ожидаемая игра»                                 | Final Fantasy VII Rebirth     | Победа    | [ 314 ]  |
| 2023 | The Game Awards 2023            | «Самая ожидаемая игра»                                 | Final Fantasy VII Rebirth     | Победа    | [ 315 ]  |
| 2024 | Japan Game Awards               | «Самая многообещающая игра»                            | Final Fantasy VII Rebirth     | Победа    | [ 316 ]  |
| 2024 | Hollywood Music in Media Awards | «Лучшее музыкальное сопровождение — компьютерные игры» | Final Fantasy VII Rebirth     | Номинация | [ 317 ]  |
| 2024 | Golden Joystick Awards          | «Лучшая игра года»                                     | Final Fantasy VII Rebirth     | Номинация | [ 318 ]  |
| 2024 | Golden Joystick Awards          | «Лучшее повествование»                                 | Final Fantasy VII Rebirth     | Победа    | [ 318 ]  |
| 2024 | Golden Joystick Awards          | «Лучший саундтрек»                                     | Final Fantasy VII Rebirth     | Победа    | [ 318 ]  |
| 2024 | Golden Joystick Awards          | «Лучшая игра года на консолях»                         | Final Fantasy VII Rebirth     | Номинация | [ 318 ]  |
| 2024 | Golden Joystick Awards          | «Лучший исполнитель главной роли»                      | Коди Кристиан                 | Победа    | [ 318 ]  |
| 2024 | Golden Joystick Awards          | «Лучший исполнитель второго плана»                     | Бриана Уайт                   | Победа    | [ 318 ]  |
| 2024 | The Game Awards 2024            | «Лучшая актёрская игра»                                | Бриана Уайт                   | Номинация | [ 319 ]  |
| 2024 | The Game Awards 2024            | «Игра года»                                            | Final Fantasy VII Rebirth     | Номинация | [ 319 ]  |
| 2024 | The Game Awards 2024            | «Лучшая игровая режиссура»                             | Final Fantasy VII Rebirth     | Номинация | [ 319 ]  |
| 2024 | The Game Awards 2024            | «Лучшее игровое повествование»                         | Final Fantasy VII Rebirth     | Номинация | [ 319 ]  |
| 2024 | The Game Awards 2024            | «Лучший саундтрек»                                     | Final Fantasy VII Rebirth     | Победа    | [ 319 ]  |
| 2024 | The Game Awards 2024            | «Лучшее звуковое оформление»                           | Final Fantasy VII Rebirth     | Номинация | [ 319 ]  |
| 2024 | The Game Awards 2024            | «Лучшая ролевая игра»                                  | Final Fantasy VII Rebirth     | Номинация | [ 319 ]  |

## Наследие
После анонса Rebirth в июне 2022 года Номура подтвердил в своём аккаунте в Твиттере, что Square Enix работает над четырьмя проектами по вселенной Final Fantasy VII и уже приступила к созданию заключительной части трилогии. По состоянию на март 2024 года сценарий к игре ещё не был завершён, поэтому Хамагути не исключил вероятность появления полюбившихся игрокам персонажей из «Компиляции Final Fantasy VII». Также Хамагути озвучил планы разработчиков касательно перехода на новый игровой движок Unreal Engine 5, увеличения открытого мира и его «перестройки» под новое транспортное средство партии — воздушный корабль Хайвинд, а также изменения сути игрового процесса по сравнению с предыдущими частями. Директор по боевой системе Теруки Эндо выразил надежду на добавление «ещё большей свободы» в сражениях. Одним из нововведений боевой системы станет игровая механика, раскрывающую физическую силу Тифы в большей степени, чем в приквелах. В продолжении вернётся карточная игра «Кровь королевы», «в обновлённом и улучшенном виде», а также появится родина Сида Ракетный городок. Музыку к игре напишет Уэмацу, композитор FFVII. В 2024 году Square Enix планировала записать голоса актёров озвучивания. В путеводителе Final Fantasy VII Rebirth Ultimania Китасэ упомянул, что компания планирует выпустить игру не позднее 2027 года, к 30-летию оригинальной игры. Торияма заверил прессу и игроков, что финал заключительной части трилогии завершится на трогательной ноте и «превзойдёт» концовку FFVII, а Китасэ заявил, что триквел «не предаст фанатов оригинала».